# Incendios forestales en California de 2009
Los incendios en California de agosto y septiembre de 2009 fueron varios incendios forestales que ocurrieron en California desde julio hasta octubre de 2009. El gobernador Arnold Schwarzenegger declaró el estado de emergencia, en la cual miles de californianos fueron forzados a evacuar. El incendio Station, al norte de Los Ángeles, fue el más grande y el que causó más muertes, tras haber quemado más de 157,000 acres (245 sq mi; 63,536 ha) y dos bomberos muertos desde que iniciaron en agosto. Otro gran incendio fue el incendio de La Brea, en el que se quemaron alrededor de 90,000 acres (141 sq mi; 36,422 ha), en el condado de Santa Bárbara al principio del mes de agosto. El estado de emergencia fue declarado para los 7,800 acres (12 sq mi; 3,157 ha) del incendio Lockheed al norte del condado de Santa Cruz.

## Primer incendio
Desde el 30 de agosto de 2009, el incendio había consumido 42,500 acres, y tan sólo el 5% estaba contenido. Para la mañana del 31 de agosto, más de 103,400 acres se habían quemado. Al 30 de agosto, el incendio había consumido varios acres poniendo en peligro más de 10,000 casas.

## Incendios
- El incendio Station en el Bosque Nacional Ángeles[4] quemó más de 85,500 acres[5]  El incendio Station Fire puso en peligro el Observatorio Mount Wilsin , junto con la mayoría de las torres de transmisión de televisión de Los Ángeles.[6] El Monte Wilson alberga más de dos docenas de torres, con antenas de estaciones de radio FM de toda la región. El incendio también puso en peligro el multimillonario proyecto de la UCLA, USC y UC Berkeley. La Universidad Estatal Georgia también tiene unas instalaciones de 20 millones de dólares en el observatorio[7]  El 31 de agosto de 2009, este incendio en particular puso en peligro las siguientes localidades del condado de Los Ángeles: La Canada Flintridge, Glendale, Acton, La Crescenta, Pasadena, Littlerock, Altadena al igual que Sunland y Tujunga.

- El incendio Morris al norte de Azusa (California)[8]

- El incendio de Big Meadow en el Parque nacional de Yosemite[9]
- El incendio en Palos Verdes en y alrededor del Rancho de Palos Verdes, en California[10]

- El incendio de Cottonwood, en el Bosque Nacional de San Bernardino,[11] quemó 2,409 acres[12]

- El incendio de Oak Glen en Yucaipa y la zona de Oak Glen[13]

- El incendio en Auburn quemó 275 acres y 60 casas y negocios.[14]